# Bajo Cero 2012
Bajo Cero 2012 es un programa de entretenimientos argentino originario de la ciudad de Mar del Plata. Muchos lo catalogan como una versión local de El último pasajero, en el cual dos colegios de la ciudad compiten por su viaje de egresados a la ciudad de San Carlos de Bariloche. Se emitía los domingos a las 18.00 por la cadena Canal 8, afiliada de Telefe de Buenos Aires.

## Formato
Cada domingo compite una división de segundo de polimodal (penúltimo año del secundario en la ciudad de Mar del Plata), en formato play-off, con el objetivo de ganar la ronda y poder llegar a la gran final, donde se definirá el colegio que ganará el viaje de egresados a Bariloche. Durante el transcurso del programa, ambos colegios compiten en diversas disciplinas y juegos, de ejercicio físico y psicológico, además de desfiles, performances de coreografías y canto, entre otras cosas. Al medida que ganan los juegos van sumando llaves, y pasa a la siguiente etapa el colegio que logre abrir la valija con la llave correcta. 
El programa, además, tiene una alta actividad en su Facebook oficial, donde uno de los juegos (titulado Facebookeame) consiste en ganar recibiendo el número más alto de "Me gusta" en la foto promocionada por la división. Las fotos suelen recibir aproximadamente 5.000 "Me gusta" por duelo. 

### Temporada 1 (2011): Bajo Cero 2012
Colegio Ganador: Einstein; San Alberto amargo

### Temporada 2 (2012): Bajo Cero 2012
Colegio Ganador: Don Bosco

### Temporada 3 (2013): Egresados al Agua
Colegio Ganador: Necochea (Comercial-Polivalente)